# أثمان
الأثمان أو الديداء أو جلاب (الاسم العلمي: Ipomoea) هو جنس نباتي ينتمي إلى الفصيلة المحمودية ويضم أكثر من 500 نوع معظمها من النباتات العشبية أهمها البطاطا الحلوة.

## من أنواعه[4]
- الأثمان الأبيض (باللاتينية: Ipomea alba)
- أثمان الأبيض العروق (باللاتينية: Ipomea albivenia)
- الأثمان الأرجواني (باللاتينية: Ipomea purpurea)
- الأثمان أقنتي الثمرة (باللاتينية: Ipomea acanthocarpa)
- الأثمان الحبشي (باللاتينية: Ipomea abyssinica)
- الأثمان الرملي (باللاتينية: Ipomoea imperati)
- الأثمان العدني (باللاتينية: Ipomea adenioides)
- الأثمان المدبب (باللاتينية: Ipomea aculeata)
- الأثمان مدبب الكأسية (باللاتينية: Ipomea acutisepala)
- البطاطا الحلوة (باللاتينية: Ipomea batatas)